# Harry Gregg
Henry Gregg, noto come Harry Gregg (Tobermore, 27 ottobre 1932 – Coleraine, 16 febbraio 2020), è stato un calciatore e allenatore di calcio nordirlandese, di ruolo portiere.

## Carriera

### Giocatore

#### Club

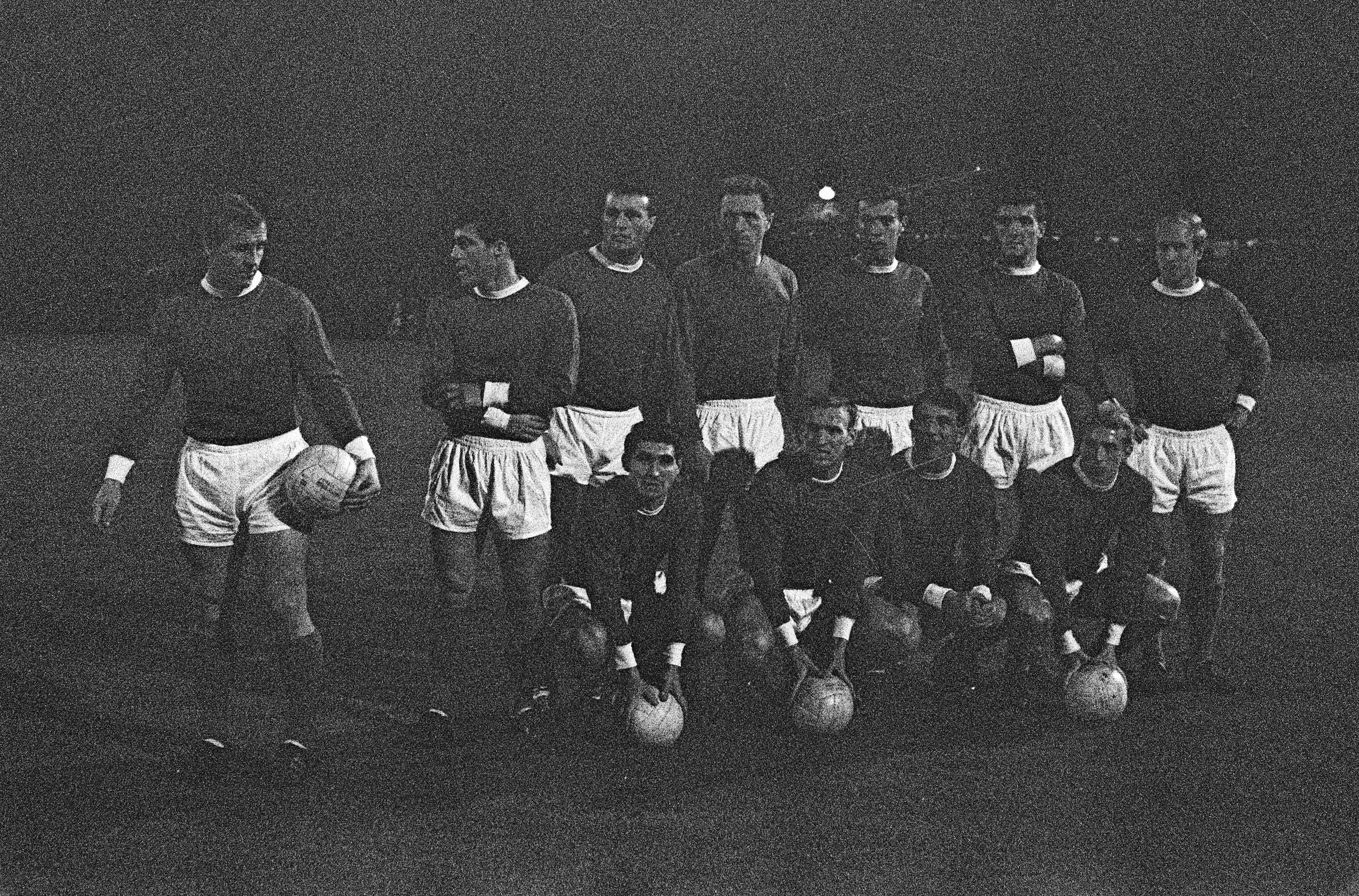
Harry Gregg con la squadra del Manchester United (1963)

Gregg passò al Manchester United nel dicembre 1957, soltanto poche settimane prima del Disastro aereo di Monaco di Baviera, da cui uscì illeso e nel quale prestò un'importante opera di soccorso ai compagni feriti. Nel 1958 partecipò al Mondiale e fu votato dai giornalisti miglior portiere della competizione davanti a Lev Jašin. Rimase al Manchester fino 1966 e vinse una FA Cup (1962-1963) ed un campionato inglese (1964-1965) prima di passare allo Stoke City ed intraprendere poi una carriera da allenatore.

#### Nazionale
Tra il 1954 e il 1964, Harry Gregg ottenne 25 presenze con l'Irlanda del Nord; Un punto culminante personale fu la Coppa del Mondo 1958, dove fece ripetutamente disperare gli attaccanti tedeschi con le sue parate e riflessi nel turno preliminare quando il punteggio era di 2-2. A differenza di Inghilterra e Scozia, anche i nordirlandesi erano ai quarti di finale del torneo, dove nemmeno Gregg è riuscito a impedire che i suoi undici venissero eliminati dalla Francia. Successivamente è stato votato miglior portiere del torneo per le sue prestazioni.

### Allenatore
Tra il 1968 e il 1987 Gregg ha allenato numerosi club, per lo più di classe inferiore. Dal 1978 al 1981 ha fatto parte anche dello staff tecnico del "suo" club, il Manchester United. In particolare, ha lavorato al Shrewsbury Town (1968-1972, 3ª divisione), Swansea City (1972-1975, 3ª e 4ª divisione), Crewe Alexandra (1975-1978, 4ª divisione), brevemente in Arabia Saudita e dopo tre anni al Manchester United nel 1982 di nuovo allo Swansea, Swindon Town (1984/85) e Carlisle United (1986/87).

## Dopo il calcio
Harry Gregg gestiva un hotel a Portstewart, in Irlanda del Nord, ed era presidente onorario della squadra di calcio locale. Nel 2002 è stata pubblicata la sua autobiografia From Munich to Maxwell.
Gregg è morto nel febbraio 2020, all'età di 87 anni, al Causeway Hospital di Coleraine dopo una malattia di diverse settimane. Al suo funerale hanno partecipato, tra gli altri, Arlene Foster, Alex Ferguson, Bobby Charlton, Denis Law, Sammy McIlroy e David Healy.

## Vita privata
Harry Gregg è stato sposato due volte. La sua prima moglie fu Mavis Markham, che sposò nel 1957 alla Chiesa di San Giacomo, Doncaster. Hanno avuto due figlie: Linda (nata nel 1958) e Karen (1959-2009). Mavis morì di cancro nel 1961. Ha poi sposato Carolyn Maunders, dalla quale ha avuto quattro figli: Julie, Jane, Suzanne e John-Henry. Il 24 aprile 2009, la figlia Karen - avuta dal suo primo matrimonio - è morta di cancro, come la madre, all'età di 50 anni. Gregg viveva con la moglie a Coleraine, in Irlanda del Nord.
È stato insignito dell'Ordine dell'Impero Britannico (OBE) nel 1995 ed è stato nominato Honorary Alumnus dell'Università dell'Ulster il 1º luglio 2008 e ha ricevuto un dottorato di ricerca per il suo contributo al calcio.
Il 15 maggio 2012, Harry Gregg era presente alla celebrazione del 20º anniversario della fondazione del fan club del Manchester United - George Best Carryduff, organizzata da John White e John Dempsey. Durante questa celebrazione, il Manchester United ha giocato una partita contro una squadra Select XI della Irish League guidata da Martin O'Neill e David Jeffrey, dove lo United ha vinto 4-1. Dopo la morte di Bill Foulkes il 25 novembre 2013, Harry Gregg e Sir Bobby Charlton sono stati gli ultimi giocatori sopravvissuti al disastro aereo di Monaco del 1958.
Il nipote di Gregg è un altro calciatore e allenatore nordirlandese - Steve Lomas, che ha militato nel Manchester City, West Ham United e, più recentemente, Millwall.

## Palmarès

### Giocatore

#### Competizioni nazionali
- Campionato inglese: 1

Manchester United: 1964-1965
- Coppa d'Inghilterra: 1

Manchester United: 1962-1963
- Community Shield: 2

Manchester United: 1957, 1965